# Талимарджан (Туркменистан)
Талимарджан или Теллимерджен (туркм. Tellimerjen или Tallymerjen) - генгешлик в Ходжамбазском этрапе Лебапского велаята Туркменистана. В советское время, носил статус поселка, на его территории находился одноименный совхоз. В генгешлике располагается железнодорожная станция «Талимарджан» (код ЕСР 749009) Туркменской железной дороги.

## Этимология
Наименование Талимарджан (Теллимерджен) происходит от арабского слова «телл» (курган) и слова «мерджен» (туркм. merjen) - коралл, и означает коралловый курган. На самом деле, рядом с генгешликом имеется одноименный курган, в пределах которого до настоящего времени местные жители находят различные предметы. Название кургана было передано вырытому рядом колодцу, затем стало наименование поселка.

## Достопримечательности
Рядом с генгешликом «Теллимерджен» находится средневековое гидротехническое сооружение сардоба, постройка которой датируется учеными XVI веком. Талимарджанская сардоба отличается наличием монументального портала и является крупнейшей в Восточном Туркменистане. 